# Moviment Democràtic Republicà
El Moviment Democràtic Republicà (francès Mouvement Démocratique Républicain, MDR) va ser un partit polític a Ruanda.

## Història
El partit es va establir el 1991, després que el Moviment Republicà Nacional per la Democràcia i el Desenvolupament (MRND) va perdre el seu monopoli sobre política i es van legalitzar els partits de l'oposició. El MDR va prendre el seu nom de Parmehutu-MDR, el partit governant a principis dels anys seixanta. Igual que Parmehutu, la base principal de suport polític de MDR veren els hutus del centre del país, en particular la llar Kayibanda de la prefectura de Gitarama.
A la fi de 1991, el MDR es va unir amb el Partit Liberal i el Partit Socialdemòcrata per formar una coalició d'oposició per pressionar al president Juvénal Habyarimana i el MRND per implementar reformes democràtiques. Al març de 1992 Habyarimana va nomenar un govern multipartidista amb un primer ministre, Dismas Nsengiyaremye, del MDR. El va succeir com a primer ministre el juliol de 1993 un altre membre del MDR, Agathe Uwilingiyimana.
El 1993 es trobava profundament dividit entre dos corrents, una dirigida per Faustin Twagiramungu i Agathe Uwilingiyimana, favorables a una negociació amb el Front Patriòtic Ruandès i l'altra dirigida per Jean Kambanda, propera del moviment radical Hutu Power. L'abril de 1994 aquest darrer fou el primer ministre del govern interí responsable del genocidi.
Després de la seva victòria en la Guerra Civil ruandesa el 1994, el Front Patriòtic Ruandès (RPF) va nomenar un nou Govern de base d'Unitat Nacional amb Faustin Twagiramungu del MDR com a primer ministre. Va romandre en el càrrec fins a 1995. L'any 2001 Bernard Makuza de MDR va ser nomenat primer ministre.
Amb eleccions programades a mitjans de 2003, el MDR era l'únic partit de l'oposició capaç de desafiar el FPR. No obstant això, el 15 d'abril de 2003, el Parlament va votar per dissoldre el paratit, acusant-lo de ser "divisionista". Alguns antics membres del MDR van formar el Partit pel Progrés i la Concòrdia a final d'any.